# 戸台発電所
1. 戸台発電所建屋
2. 戸台発電所取水堰

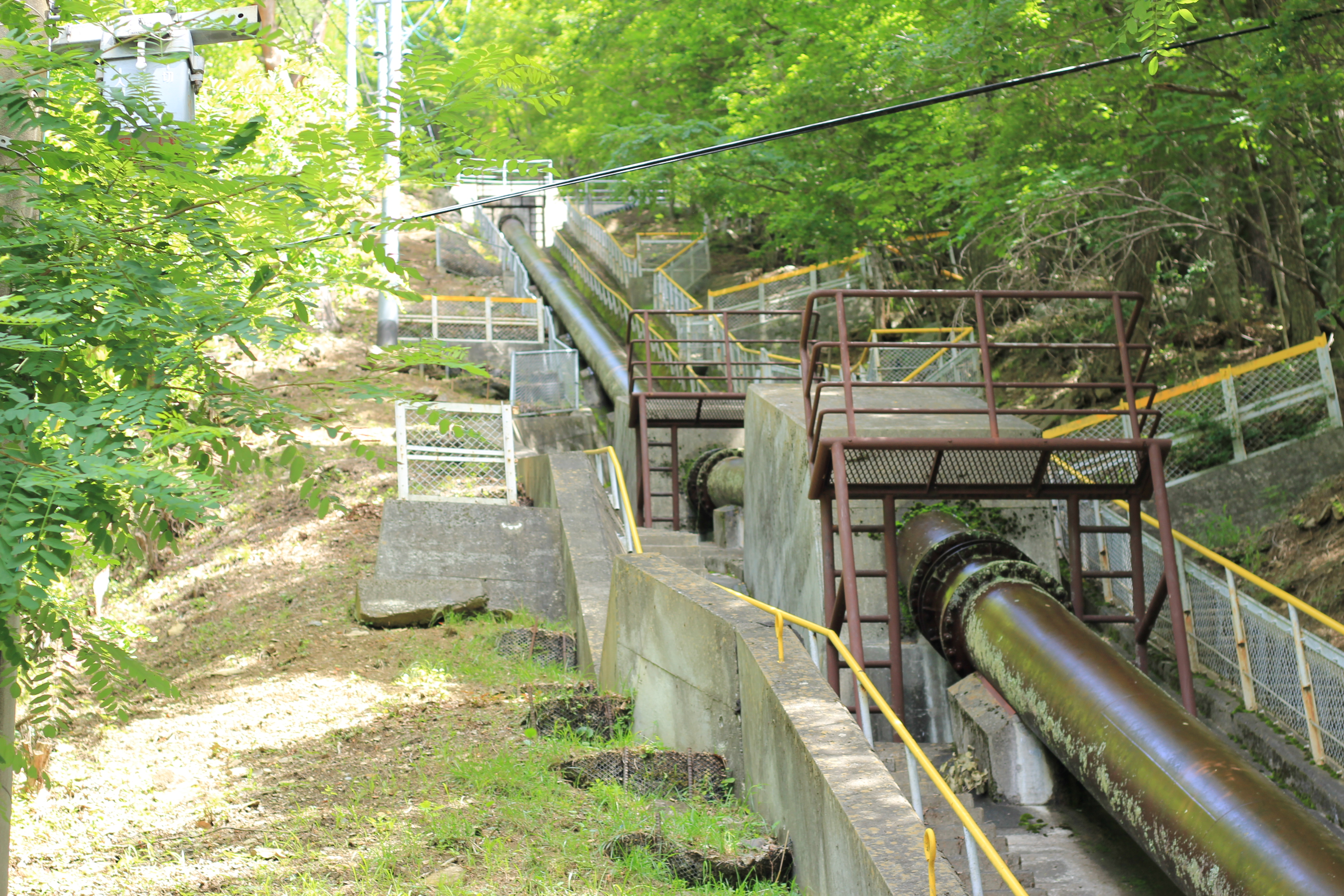
戸台発電所の水圧鉄管

戸台発電所（とだいはつでんしょ）は、長野県伊那市にある発電所。中部電力の水力発電所で、一級河川・天竜川水系小黒川より取水し、最大470キロワットの電力を発生する。

## 設備
長野県伊那市長谷、赤石山脈（南アルプス）・入笠山を水源とする小黒川の川筋に建設された水力発電所で、発電型式は水路式、発電方式は流れ込み式である。一級河川・天竜川水系小黒川に高さ4.55メートル、長さ25.12メートルの鉄筋コンクリート製による取水堰を建設し、最大0.7立方メートル毎秒の水を取水（取水位標高1,087.27メートル、流域面積36.7平方キロメートル）。沈砂池・導水路（1,439.7メートル）・水槽・水圧鉄管（134.95メートル）を経て、発電所建屋へと送水される。発電所建屋は小黒川が戸台川に合流する地点のすぐ上流に位置する。鉄筋コンクリート製建屋の地上式で、横軸フランシス水車と同期発電機による水車発電機を1台設置。有効落差85.5メートルを得て、最大470キロワット、常時260キロワットの電力を発生する。発電に使用した水は放水路（11.3メートル）を通じて下流に放水される（放水位標高998.80メートル）。

## 歴史
明治末期、天竜川西側の伊那町には既に長野電灯伊那支店が開業、事業拡張の気運の中、天竜川東側の高遠地区にも手を伸ばさんとしていた。長野電灯社長で長野県会議長であった花岡次郎は高遠町出身の県会議員の豊島恕平に、高遠地方を電気供給地区にしたい意向を伝えた。高遠地方の住民もまた電気の恩恵に浴することを望んでいたので、たちまち高遠地方全域に伝わった。
しかし、地域住民の間に伝統的地域意識が燃え上がり、地域の水は地域住民が利用するという意見をもって長野電灯を退け、自分たちの手で電気事業を行うことを決めた。1913年（大正2年）高遠電灯株式会社が設立された。資本金5万円、初代社長は豊島恕平。
1913年（大正2年）1月に竣工した長野電灯小黒発電所の余剰電力を受電し、高遠地方1町6カ村を供給地区とする電気事業経営許可申請を行い、1913年9月許可を得た。
その後、山間の集落にまで電化が進むにつれ発電所を自分たちが持つ必要性を関係者は痛感するようになった。そこで数箇所の地点で調査を進めた結果、戸台発電所を計画し出願した。1923年（大正12年）7月3日に許可となり、1924年（大正13年）に着工、1926年（大正15年）8月に竣工、運転開始となった。工事費14万5千円。
工事にあたり、資金調達に苦労したほか、山奥への資材運搬も困難であった。冬季に小黒川が結氷するのを待ち、分解して河川内を人力や馬ぞりで馬ぞりで運搬した。送電線建設にも、「電気は怖いもの」ということで、用地買収に苦労したともいう。
昭和初期、電力国家管理政策が台頭し、小電気事業者の合併が進んでいく中で、高遠電灯は1937年（昭和12年）伊那電気鉄道株式会社との合併に踏み切った。1942年（昭和17年）4月1日、伊那電気鉄道は配電事業の戦時統合により、配電事業を中部配電に譲渡。中部配電は太平洋戦争後の1951年（昭和26年）5月に解散し、戸台発電所を含む諸発電所等は同時に設立された中部電力に譲渡された。